# It's On
"It's On" (tradução: Tá Valendo) é uma das canções do filme Camp Rock 2: The Final Jam, que lançada em 14 de maio de 2010 na Rádio Disney, como o segundo single da sua trilha sonora. Em 18 de maio de 2010, foi liberada para download digital no iTunes.
Foi composta por Lyrica Anderson, Kovasciar Myvette e Toby Gad, e produzida apenas por Gad, nos Strawberrybee Studios, Califórnia.

## Videoclipe
O videoclipe de "It's On" foi lançado dia 11 de maio nos Estados Unidos,  e no dia seguinte no Brasil. O vídeo mostra o elenco de Camp Rock e do Camp Star fazendo uma competição para ver quem canta melhor.